# Mystides borealis
Mystides borealis är en ringmaskart som beskrevs av Jakob Gustaf Gösta Theel 1879. Mystides borealis ingår i släktet Mystides och familjen Phyllodocidae. Arten har ej påträffats i Sverige. Utöver nominatformen finns också underarten M. b. caeca.